# Локвуд, Дороти
Дороти Локвуд (англ. Dorothy Lockwood), урождённая Смит (1910, Бирмингем, Уорикшир — 1991) — британская художница, известная своими акварельными картинами.

## Биография
Локвуд родилась в Бирмингеме в Англии и прожила там большую часть своей жизни. Локвуд и её сестра-близнец учились в Бирмингемской школе искусств у Бернарда Флитвуда-Уокера. Окончив художественную школу, Локвуд занялась коммерческой работой, в том числе разработкой дизайна для рекламных компаний. Со временем она стала руководителем отдела дизайна в компании Cadbury Brothers. Вместе со своей сестрой Марджори Синклер Локвуд написала и проиллюстрировала ряд детских книг. За время своей творческой карьеры Локвуд выставлялась в Королевской академии в Лондоне, Новом английском художественном клубе и Королевском обществе британских художников. В 1959 году Локвуд была избрана членом Королевского Бирмингемского общества художников. В 1969 году она была избрана членом-корреспондентом Королевского общества акварелистов, а в 1974 году стала его полноправным членом.